# Dryomyza
Dryomyza is een geslacht van vliegen uit de familie van de Dryomyzidae. De wetenschappelijke naam van het geslacht is voor het eerst geldig gepubliceerd in 1820 door Carl Fredrik Fallén.

## Biologie
Deze vliegen komen voor in vochtige beboste gebieden met schaduwrijke begroeiing en veel rottende organische materie. De larven zijn saprofaag, d.w.z. ze voeden zich met rottend, dood plantaardig of dierlijk materiaal. De vliegen leggen hun eitjes meestal rechtstreeks op het rottend materiaal.

## Soorten
De gekende soorten komen voor in de gematigde streken van het noordelijke halfrond. Er zijn in 2011 tien soorten gekend, plus twee fossiele soorten.
- D. amblia Kurahashi, 1981  (Japan)
- D. anilis Fallén, 1820  (Noord-Amerika en Europa)
- D. badia Kurahashi, 1981  (Japan, Korea, het verre oosten van Rusland)
- D. caucasica Ozerov, 1987  (Russische Kaukasus)
- D. ecalcarata Kurahashi, 1981  (Japan, verre oosten van Rusland)
- D. formosa (Wiedemann, 1830)  (India, Taiwan, Vietnam; China, Japan, Korea, verre oosten van Rusland)
- D. pakistana Kurahashi, 1989  (Pakistan)
- †D. pelidua Statz, 1940  (fossiel uit Duitsland)
- D. puellaris Steyskal, 1957  (China)
- †D. shanwangensis Zhang, 1989  (fossiel uit China)
- D. simplex Loew, 1862  (Noord-Amerika)
- D. takae Azuma, 2001  (Japan)

Dryomyza decrepita, D. flaveola en D. melanderi zijn verplaatst naar het geslacht Dryope. Dryomyza senilis en Dryomyza bergi worden beschouwd als synoniemen van Pseudoneuroctena senilis; Dryomyza setosa als synoniem van Paradryomyza setosa; en Dryomyza ferruginea als synoniem van Dryope decrepita.